# إيان هاندري
إيان هاندري (بالإنجليزية: Ian Hendry)‏ هو ممثل بريطاني، ولد في 13 يناير 1931 بإبسوتش في المملكة المتحدة، وتوفي في 24 ديسمبر 1984 بلندن في المملكة المتحدة بسبب مرض.

## أعمال

### مسلسلات
- بروكسايد

## وصلات خارجية
- إيان هاندري على موقع IMDb (الإنجليزية)
- إيان هاندري على موقع روتن توميتوز (الإنجليزية)
- إيان هاندري على موقع ألو سيني (الفرنسية)
- إيان هاندري على موقع أول موفي (الإنجليزية)
- إيان هاندري على موقع قاعدة بيانات الأفلام السويدية (السويدية)
- إيان هاندري على موقع إن إن دي بي (الإنجليزية)
- إيان هاندري على موقع قاعدة بيانات الفيلم (الإنجليزية)
- إيان هاندري على موقع كينوبويسك (الروسية)